# Stengade (København)
 For alternative betydninger, se Stengade. (Se også artikler, som begynder med Stengade)
Stengade er en gade beliggende på Indre Nørrebro, København. Stengade, der er ca. 300 m lang, forbinder Korsgade i syd med Nørrebrogade i nord.
Gaden blev navngivet i 1858, og hed tidligere Nørrebrostræde. Den er bl.a. kendt for spillestedet Stengade 30 og Folkets Hus og Park i Stengade 50 samt BZ-bevægelsens daværende Bazooka (Kollektiv). I 1975 udbrød en voldsom brand i nr. 20.
Stengade har flere gange dannet rammen om autonome unges optøjer, senest i forbindelse med fejringen af 1. maj 2008.